# Paramesacanthion catellum
Paramesacanthion catellum is een rondwormensoort uit de familie van de Thoracostomopsidae. De wetenschappelijke naam van de soort is voor het eerst geldig gepubliceerd in 1970 door Boucher.